# III. Flakkorps
III. Flakkorps foi uma unidade de defesa antiaérea da Luftwaffe, formada a 22 de Fevereiro de 1944, em Paris, que prestou serviço durante a Segunda Guerra Mundial, até Abril de 1945.

## Comandantes
- Tenente-general Johannes Hintz – (22 de Fevereiro de 1944 – 14 de Maio de 1944)[2]
- General Wolfgang Pickert – (28 de Maio de 1944 – 20 de Março de 1945)[2]
- Coronel Werner von Kistowski (suplente) – (20 de Julho de 1944 – 2 de Agosto de 1944)[2]
- Tenente-general Heino von Rantzau – (21 de Março de 1945 – 18 de Abril de 1945)[2]